# Dipartimento di Thiès
Il dipartimento di Thiès (fr. Département de Thiès) è un dipartimento del Senegal, appartenente alla regione di Thiès. Il capoluogo è la città di Thiès.
Si trova nella parte centrale della regione di Thiès, ad est dell'attaccatura della penisola di Capo Verde; a nord si affaccia per un breve tratto sulla Grande Côte.
Il dipartimento di Thiès comprende 3 arrondissement (Keur Moussa, Notto e Thienaba), 3 comuni (Kayar, Khombole, Pout) e una città (Thiès).